# 黒河川
黒河川（くろこがわ）は、福井県敦賀市を流れる笙の川水系の川である。

## 地理
福井県敦賀市と滋賀県高島市の県境（日本海と太平洋の分水嶺）である黒河峠に端を発し、ほぼ直線的に北上し、敦賀市公文名、古田刈、和久野の三区の境界付近で笙の川に流入する。
源流付近から福井県道211号山櫛林線と出会うまでは、黒河林道が平行して整備されている。上中流域では黒河渓谷と呼ばれる渓流となり、レジャーの人々も見られる。
笙ノ川水系、最大の支流であり、流域面積も敦賀市南西部の大半を占める。
明治時代に、敦賀電燈によって、粟野発電所が設置され、昭和時代まで運転していた。福井県民生活協同組合が、導水路を一部補修し再利用した黒河川水力発電所として再開発し、2025年6月2日に運開した。最大出力499kW。年間発電量3,130MWh。北陸電力送配電に売電されている。

## 関係項目
- 黒河峠
- 黒河林道
- 黒河渓谷